# Maršal Šapošnikov (rušilec)
Maršal Šapošnikov (rusko Адмирал Виноградов) je raketni rušilec razreda Fregat Ruske vojne mornarice. Je del 36. divizije ladij Tihooceanske flote v Vladivostoku. Poimenovan je po maršalu Borisu Mihajloviču Šapošnikovu. Njegov gredelj je bil položen 25. maja 1983 v Ladjedelnici Jantar, splavljen je bil 27. decembra 1984, v uporabo pa je bil predan 30. decembra 1985. Razvoj projekta 1155 Fregat se je začel v Severnem projektno-konstruktorskem biroju leta 1972 pod vodstvom glavnih konstruktorjev Nikolaja Pavloviča Soboljeva in Vasilija Pavloviča Mišina.
Leta 2003 se je skupaj s sestrsko ladjo Admiral Panteljejev udeležil prvih velikih mednarodnih vaj Ruske vojne mornarice po razpadu Sovjetske zveze, ki so potekale z Indijo v Indijskem oceanu.
Med letoma 2016 in 2021 je bil moderniziran in oborožen z raketami 3M-54 Kalibr.
Leta 2021 se je udeležil verjetno najmočnejših ruskih mornariških vaj v post-sovjetski zgodovini. Tihooceanska flota je imela med 7. in 24. junijem velike vaje v osrednjem delu Tihega oceana, kar so bile prve ruske mornariške vaje na tem območju po hladni vojni. Vključevale so še raketno križarko Varjag, raketnega rušilca Admiral Panteljejev, korvete Gromki, Soveršeni in Aldar Cidenžapov razreda Steregušči, jedrsko podmornico (najverjetneje Omsk) ter vohunsko ladjo Karelija. Vaje so se v osrednjem delu Tihega oceana začele 10. junija in 21. junija so ladje 2500 navtičnih milj jugovzhodno od Kurilskih otokov simulirale napad na sovražnikovo udarno skupino ladij letalonosilke. Pred tem so bile ladje razdeljene v dve skupini, ki sta pluli na razdalji 300 navtičnih milj, od katerih je ena igrala vlogo sovražnika. V vajah je bila udeležena tudi sledilna ladja Maršal Krilov, ki je delovala kot poveljniška ladja za poveljnika vaj kontraadmirala Konstantina Kabanceva, bolniška ladja Irtiš in protipodmorniška letala Tu-142 ter Il-38 in prestrezniki MiG-31BM. 24. junija, na zadnji dan vaj, so v osrednji del Tihega oceana poleteli še trije strateški bombniki Tu-95, ki so izvedli simulirane napade na kritično infrastrukturo sovražnika in mornariški bombniki Tu-22M, ki so izvedli simulirani napad na sovražnikovo udarno skupino letalonosilke v spremstvu prestreznikov MiG-31BM in tankerjev Il-78.
Septembra 2023 je ladjo obiskal Kim Džong-un.